# Mayfa'at Anss (huyện)
Huyện Mayfa'at Anss là một huyện thuộc tỉnh Dhamar, Yemen. Đến thời điểm năm 2003, huyện này có dân số 60854 người